# ليوناردو رويز بينيدا
ليوناردو رويز بينيدا (بالإسبانية: Leonardo Ruiz Pineda) هو محامي وسياسي فنزويلي، ولد في 28 سبتمبر 1916، وتوفي في 21 أكتوبر 1952 في كاراكاس في فنزويلا. نشط حزبياً في حزب العمل الديمقراطي.